# (466875) 2015 CC34
(466875) 2015 CC34 es un asteroide perteneciente al cinturón de asteroides, descubierto el 19 de noviembre de 1995 por el equipo Spacewatch desde el Observatorio Nacional de Kitt Peak (Arizona, Estados Unidos).